# Seggiano
Seggiano é uma comuna italiana da região da Toscana, província de Grosseto, com cerca de 976 (Cens. 2001) habitantes. Estende-se por uma área de 49,53 km², tendo uma densidade populacional de 19,7 hab/km². Faz fronteira com Abbadia San Salvatore (SI), Castel del Piano, Castiglione d'Orcia (SI).

## Demografia
| Variação demográfica do município entre 1861 e 2011                               |
|                                                                                   |
| Fonte: Istituto Nazionale di Statistica (ISTAT) - Elaboração gráfica da Wikipedia |